# Oddone II di Guascogna
Oddone d'Aquitania, detto anche Oddone di Poitiers (1012 circa – Mauzé-Thouarsais, 10 marzo 1039), fu duca di Guascogna dal 1032 e poi duca d'Aquitania e conte di Poitiers dal 1038 fino alla sua morte.

## Origine
Sia, secondo la Historiarum libri tres del monaco e storico francese, Ademaro di Chabannes, che secondo il Chronico Sancti Maxentii, era il figlio primogenito del duca d'Aquitania e conte di Poitiers, Guglielmo il Grande e della sua seconda moglie Brisca (o Sancha) ( † prima del 1018), sorella del duca di Guascogna, Sancho VI. Brisca (o Sancha) era figlia del duca di Guascogna, Guglielmo I e di Urraca Garcés di Navarra, figlia del re García I Sánchez di Navarra e della seconda moglie Teresa di León, figlia del re Ramiro II di León.
Guglielmo il Grande, sempre secondo la Historiarum libri tres del monaco e storico francese, Ademaro di Chabannes, era il figlio primogenito del duca d'Aquitania e conte di Poitiers, Guglielmo Braccio di Ferro e della moglie Emma, figlia di Tebaldo I di Blois, conte di Blois, di Tours, di Chartres e di Châteaudun, e di Liutgarda, la figlia femmina secondogenita del conte di Vermandois, di Meaux, di Soissons e di Madrie e di Vexin, signore di Peronne, Senlis e San Quintino e, da poco, anche conte di Troyes, Erberto II (880 – 943) (discendente del Re d'Italia, Bernardo, nipote di Carlo Magno) e di Adele (ca. 895- ca. 931), l'unica figlia del marchese di Neustria e futuro re di Francia, Roberto I, e di Adele del Maine, come è indicato nelle Europäische Stammtafeln, vol II, cap. 10 (non consultate).

## Biografia
Oddone, col fratellastro, Guglielmo il Grosso, secondo il documento n° LXXI del cartolario di Saint-Hilaire de Poitiers, datato 3 agosto 1016, controfirmò il documento inerente ad una donazione fatta da suo padre, Guglielmo il Grande, all'abbazia di Sant'Ilario.
Prima del 1018, Oddone compare come testimone, assieme al padre, alla madre ed al fratello Teobaldo (che poi morì giovane) di una donazione fatta da Ugo IV di Lusignano al monastero di Saint Cyprien di Poitiers.
Suo padre, Guglielmo il Grande, secondo il documento n° LXXXI delle Chartes et documents pour servir à l'histoire de l'abbaye de Saint-Maixent, fece una donazione al monastero stesso, in cui cita i suoi tre figli maschi: Guglielmo il Grosso Oddone e Teobaldo. Il documento fu redatto, molto probabilmente dopo la morte della madre di Oddone e Teobaldo (1018), e prima del matrimonio con la terza moglie, Agnese di Borgogna (995-1067), in quanto nessuna delle mogli viene citata. Il matrimonio con Agnese, fu celebrato, nel 1019, come ci conferma il monaco e cronista medievale, Rodolfo il Glabro, sposò.
Secondo lo storico Szabolcs de Vajay, nel 1029, Guglielmo il Grande abdicò in favore di figlio primogenito, di primo letto, il suo fratellastro, Guglielmo il Grosso e, secondo il Chronico Sancti Maxentii si ritirò nell'abbazia di Maillezais, divenendo monaco, dove morì, il 31 gennaio 1030, lasciando i titoli a Guglielmo il Grosso, che divenne Guglielmo VI duca d'Aquitania e Guglielmo IV conte di Poitiers.
Il primo gennaio 1032, la matrigna (terza moglie di suo padre) Agnese di Borgogna (995-1067), figlia del conte Ottone I Guglielmo di Borgogna, secondo lo storico francese, Alfred Richard, si risposò, in seconde nozze, col futuro conte d'Angiò, Goffredo II Martello I(1006-1067), figlio di Folco III Nerra (972-1040), lasciò l'Aquitania e si trasferì, coi figli, presso la corte d'Angiò, anche se la chiesa riteneva questo matrimonio incestuoso (come riporta lo storico francese, Alfred Richard, nel suo Les comtes de Poitou, tome I).
Sancho VI Il 4 ottobre 1032, morì suo zio (il fratello di sua madre Brisca), il duca di Guascogna e conte di Bordeaux, Sancho VI, senza eredi maschi e, secondo la Historia monasterii S. Severi, tome II, Oddone gli succedette come Oddone II di Guascogna. Ma, secondo lo storico francese, Alfred Richard, Oddone ebbe problemi ad impossessarsi del ducato per l'opposizione di un altro pretendente, Berengario d'Angoulême (Berengario d'Angoulême ( († 1036), secondo le Europäische Stammtafeln, vol III, pag. 563 (non consultate), era il figlio della figlia di Sancho VI, Aloisia, che, secondo le Europäische Stammtafeln, vol III, pag. 817 (non consultate) aveva sposato il conte d'Angoulême, Alduino II († 1032), come viene anche ricordato anche da Ademaro di Chabannes) che aveva l'appoggio del conte di Barcellona, Berengario Raimondo I.
Lo storico francese Jean Jaurgain, nel suo La Vasconie, étude historique et critique sostiene che, nel 1033, Oddone entrò in possesso della contea di Bordeaux., capitale del ducato.
Oddone riuscì ad entrare in possesso del ducato, solo dopo la morte di Berengario, e dopo il 1036, consolido il suo potere, anche con l'aiuto del suo fratellastro, Guglielmo il Grosso, che proprio in quell'anno era stato liberato dalla prigionia dal marito della matrigna, Goffredo II Martello I.
Nel dicembre 1038, alla morte del fratellastro Guglielmo VI, entrò in possesso dei titoli di duca d'Aquitania e conte di Poitiers. Ma, per poter difendere i titoli appena acquisiti, si trovò a combattere la matrigna Agnese di Borgogna ed il di lei figlio, il fratellastro Pietro, che fomentarono la ribellione.
Per sedare la rivolta, nonostante fosse inverno, all'inizio del 1039, Oddone, dalla Guascogna si mosse verso il Poitou con un piccolo contingente, ma fu bloccato a Thouars da rivoltosi e angioini
Tornato indietro, fu affrontato dal signore di Mauzé, Guglielmo il Bastardo, dove si accese una battaglia in cui Oddone morì. La successione a Guglielmo il Grosso e la conseguente morte di Oddone è raccontata anche dal Chronicon Santi Maxentii Pictavinis. Il corpo di Oddone fu trasportato a Maillezais, dove fu sepolto nell'abbazia accanto al padre, Guglielmo il Grande ed al fratello Guglielmo il Grosso
Essendo Oddone senza eredi, il fratellastro Pietro gli succedette, assumendo il nome di Guglielmo VII, duca di Aquitania e Guglielmo V, conte di Poitiers; mentre, secondo La Vasconie, étude historique et critique nei titolo di duca di Guascogna e conte di Bordeaux gli subentrò il nipote (figlio della sorella Adelaide di Aquitania) Bernardo II Tumapaler.

## Discendenza
Di Oddone non si hanno notizie né di eventuali mogli, né di discendenza.

## Ascendenza
|                            |                        |                           | Genitori                    |  |  | Nonni |  |  | Bisnonni                   |  |  | Trisnonni           |  |
|                            |                        |                           |                             |  |  |       |  |  | Guglielmo III di Aquitania |  |  | Ebalus di Aquitania |  |
|                            |                        |                           |                             |  |  |       |  |  | Guglielmo III di Aquitania |  |  | Ebalus di Aquitania |  |
|                            |                        | Aremburga                 |                             |  |  |       |  |  | Guglielmo III di Aquitania |  |  |                     |  |
| Guglielmo IV di Aquitania  |                        |                           |                             |  |  |       |  |  | Guglielmo III di Aquitania |  |  |                     |  |
|                            |                        | Gerloc/Adele di Normandia | Rollone                     |  |  |       |  |  |                            |  |  |                     |  |
|                            |                        | Gerloc/Adele di Normandia | Rollone                     |  |  |       |  |  |                            |  |  |                     |  |
|                            |                        | Gerloc/Adele di Normandia | Poppa di Bayeux             |  |  |       |  |  |                            |  |  |                     |  |
| Guglielmo V di Aquitania   |                        | Gerloc/Adele di Normandia |                             |  |  |       |  |  |                            |  |  |                     |  |
|                            |                        | Tebaldo I di Blois        | Tebaldo il Vecchio di Blois |  |  |       |  |  |                            |  |  |                     |  |
|                            |                        | Tebaldo I di Blois        | Tebaldo il Vecchio di Blois |  |  |       |  |  |                            |  |  |                     |  |
|                            |                        | Tebaldo I di Blois        | …                           |  |  |       |  |  |                            |  |  |                     |  |
| Emma di Blois              |                        | Tebaldo I di Blois        |                             |  |  |       |  |  |                            |  |  |                     |  |
|                            |                        | Liutgarda di Vermandois   | Erberto II di Vermandois    |  |  |       |  |  |                            |  |  |                     |  |
|                            |                        | Liutgarda di Vermandois   | Erberto II di Vermandois    |  |  |       |  |  |                            |  |  |                     |  |
|                            |                        | Liutgarda di Vermandois   | Adele di Francia            |  |  |       |  |  |                            |  |  |                     |  |
| Oddone II di Guascogna     |                        | Liutgarda di Vermandois   |                             |  |  |       |  |  |                            |  |  |                     |  |
|                            | Sancho IV di Guascogna | Garcia II di Guascogna    |                             |  |  |       |  |  |                            |  |  |                     |  |
|                            | Sancho IV di Guascogna | Garcia II di Guascogna    |                             |  |  |       |  |  |                            |  |  |                     |  |
|                            | Sancho IV di Guascogna | Amuna                     |                             |  |  |       |  |  |                            |  |  |                     |  |
| Guglielmo I di Guascogna   | Sancho IV di Guascogna |                           |                             |  |  |       |  |  |                            |  |  |                     |  |
|                            |                        | …                         | …                           |  |  |       |  |  |                            |  |  |                     |  |
|                            |                        | …                         | …                           |  |  |       |  |  |                            |  |  |                     |  |
|                            |                        | …                         | …                           |  |  |       |  |  |                            |  |  |                     |  |
| Brisca/Sancha di Guascogna |                        | …                         |                             |  |  |       |  |  |                            |  |  |                     |  |
|                            |                        | García Sánchez di Navarra | Sancho I Garcés di Navarra  |  |  |       |  |  |                            |  |  |                     |  |
|                            |                        | García Sánchez di Navarra | Sancho I Garcés di Navarra  |  |  |       |  |  |                            |  |  |                     |  |
|                            |                        | García Sánchez di Navarra | Adosinda Gutierrez          |  |  |       |  |  |                            |  |  |                     |  |
| Urraca di Navarra          |                        | García Sánchez di Navarra |                             |  |  |       |  |  |                            |  |  |                     |  |
|                            |                        | Teresa di León            | Toda di Navarra             |  |  |       |  |  |                            |  |  |                     |  |
|                            |                        | Teresa di León            | Toda di Navarra             |  |  |       |  |  |                            |  |  |                     |  |
|                            |                        | Teresa di León            | Adosinda Gutierrez          |  |  |       |  |  |                            |  |  |                     |  |
|                            |                        | Teresa di León            |                             |  |  |       |  |  |                            |  |  |                     |  |

### Fonti primarie
- (LA)  Ademarus Engolismensis Historiarum.
- (LA)  Chronicon Santi Maxentii Pictavinis, Chroniques des Eglises d´Anjou.
- (LA)  Chartes et documents pour servir à l'histoire de l'abbaye de Saint-Maixent, Archives historiques du Poitou.
- (LA)  Monumenta Germaniae Historica, Scriptores, tomus IV.
- (LA)  Documents pour l´histoire de l´église de Saint-Hilaire de Poitiers, Mémoires de la société des antiquaires de l'ouest, année 1847.
- (LA)  Rerum Gallicarum et Francicarum Scriptires, tomus X.
- (LA)  Cartoulaire de L'abbaye de San Cyprien de Poitiers.
- (LA)  Rodulfi Glabri Historiarum Libri Quinque.
- (LA)  Chroniques des Eglises d´Anjou.

### Letteratura storiografica
- Louis Halphen, La Francia nell'XI secolo, in «Storia del mondo medievale», vol. II, 1979, pp. 770–806
- Austin Lane Poole, L'imperatore Corrado II, in «Storia del mondo medievale», vol. IV, 1979, pp. 170–192
- Caroline M. Ryley, L'imperatore Enrico III, in «Storia del mondo medievale», vol. IV, 1979, pp. 193–236
- (FR)  Alfred Richard, Les comtes de Poitou, tome I,.
- (FR, LA)  Alfred Richard, Chartes et documents pour servir à l'histoire de l'abbaye de Saint-Maixent, Archives historiques du Poitou Tome XVI (Poitiers) ("Saint-Maixent").
- (LA)  Historia monasterii S. Severi, tome II.
- (FR) La Vasconie, étude historique et critique, vol I, su archive.org.